# خوسيه إميليو غونزاليس
خوسيه إميليو غونزاليس (بالإنجليزية: José Emilio González)‏ هو كاتب أمريكي، ولد في 18 فبراير 1918 في Gurabo, Puerto Rico ‏ في الولايات المتحدة، وتوفي في 1990 في Hato Rey ‏ في الولايات المتحدة.